# CS 팔레르모
CS 팔레르모(스페인어: Club Sportivo Palermo)는 1908년 5월 18일에 창단되어 1984년에 해단된 아르헨티나의 축구단이다.